# Canon Dial
Canon Dial är en halvformatskamera från Canon som kom 1968. Negativformatet är 18 × 24 mm, med kortändorna mot filmens perforering vilket medför att 72 bilder kan exponeras på en normal 36-bilders 135-filmrulle. Halvformatet blev aldrig någon försäljningsframgång, men kameran var tidigare populär bland avancerade amatörer på grund av sitt lilla format och dess snabba hantering. Snabbheten berodde på exponeringsautomatik och fjäderdriven filmtransport.
Namnet "Dial" kommer av att det sitter en ring av runda exponeringsfönster för ljusmätningen kring objektivet, med ett "fönster" för varje filmhastighet (DIN/ASA-värde). Denna ring ser ut som fingerskivan (engelska dial) på samtida telefoner.

## Historia
Bell & Howell började samarbeta med Canon 1961. 1963 skapade man Dialkameran och lade ut tillverkningen till Canon. Kameran förekommer i något olika utseende, ibland med namnet Bell & Howell. 1965 presenterade Canon sin halvformatskamera Canon Dial Rapid. Kameran använde Agfas Rapidkassetter. Kameran hade fjäderdriven filmtransport och gav stående bildformat. 1963 kom så Canon Dial 35 med vertikal filmtransport som gav 72 bilder 18 × 24 mm, liggande bildformat på 135-film. Den tillverkades till 1969 då en ny version av kameran kom ut: Canon Dial 35-2 . Tillverkningen av den kameran upphörde 1971.

## Egenskaper
Slutaren är Seikosha Leaf. Slutartiderna är 1/30, 1/60, 1/125 och 1/250 s. De tio ”bubblorna” på framsidan är ljusinsläpp till ljusmätaren, försedda med olika bländarhål. Med hjälp av dessa ställs filmkänsligheten in. Dial 35-2 har ISO-inställning från 10-16 ASA till 640-1000 ASA. Sju av bubblorna är försedda med bländarhål, tre är helt öppna och är där endast för symmetrin. Kameran använder slutartidsförval. Med en visare i sökaren kan exponeringen kontrolleras och det framgår vilken bländare som kameran väljer.
I sökaren används zonfokus med tre symboler för 1, 3 och 10 meter. En mer noggrann avståndsinställning kan göras med en avståndsskala (meter och fot) på ovansidan av ringen. Den korta brännvidden ger dock ett bra skärpedjup.
Kameran använder en CdS-mätare för exponeringen. Mätaren fick sin ström från ett (dåtidens) 1,3 V kvicksilverbatteri.
Objektivet är Canon SE 28mm f2.8. På objektivet kan filter 48 mm monteras.